# Kálium-alumínium-szilikát
A kálium-alumínium-szilikát vagy más néven kálium-szilikoaluminát egy az alumínium, a szilícium, és a kálium által alkotott szervetlen vegyület. A természetben elsősorban a földpátok ásványcsoportjába sorolandó alkáliföldpátok közé tartozó mikroklin fő alkotóeleme. Képlete: KAlSi3O8.

## Élelmiszeripari felhasználása
Élelmiszerek esetén elsősorban csomósodást gátló anyagként alkalmazzák, E555 néven. Főként szárított élelmiszerekben, valamint élelmiszerporokban fordulhat elő, bár igen ritkán alkalmazzák. 
Napi maximum beviteli mennyisége nincs meghatározva. Élelmiszerekben alkalmazott mennyiségek esetén nincs ismert mellékhatása.